# Dorsale Guettard
La dorsale Guettard è una catena montuosa situata nella Terra di Palmer, in Antartide. Estesa davanti alla costa di Lassiter per circa 74 km in direzione nordovest-sudest e larga meno di 20 km, questa stretta catena montuosa è delimitata a nord dal ghiacciaio Johnston, che la divide dai monti Hutton, a sud dal ghiacciaio Irvine, che la separa dalla dorsale RARE, e a sud-ovest termina nella penisola Bowman, che entra in mare tra l'insenatura Nantucket e l'insenatura di Gardner, mentre la sua vetta più alta è quella del monte Laudon, che raggiunge i 1408 m s.l.m..

## Storia
La dorsale Guettard è stata scoperta e fotografata per la prima volta durante una ricognizione aerea svolta il 21 novembre 1947 nel corso della spedizione antartica comandata da Finn Rønne e condotta tra il 1947 e il 1948. In seguito, la formazione è stata fotografata e mappata più dettagliatamente dai membri dello United States Geological Survey grazie a fotografie aeree scattate dalla marina militare statunitense durante ricognizioni effettuate tra il 1965 e il 1967, ed è stata così battezzata dal comitato consultivo dei nomi antartici in onore del geologo e naturalista francese Jean-Étienne Guettard.